# Anomalaphis
Anomalaphis är ett släkte av insekter. Anomalaphis ingår i familjen långrörsbladlöss.
Kladogram enligt Catalogue of Life:
| Anomalaphis | \| \| Anomalaphis casimiri \| \| \| \| \| \| Anomalaphis comperei \| \| \| \| |
|             | \| \| Anomalaphis casimiri \| \| \| \| \| \| Anomalaphis comperei \| \| \| \| |
|             | Anomalaphis casimiri                                                          |
|             |                                                                               |
|             | Anomalaphis comperei                                                          |
|             |                                                                               |